# Grüngraugebänderter Felsen-Steinspanner
Der Grüngraugebänderte Felsen-Steinspanner (Charissa glaucinaria), auch Fetthennen-Steinspanner genannt, ist ein Schmetterling (Nachtfalter) aus der Familie der Spanner (Geometridae).

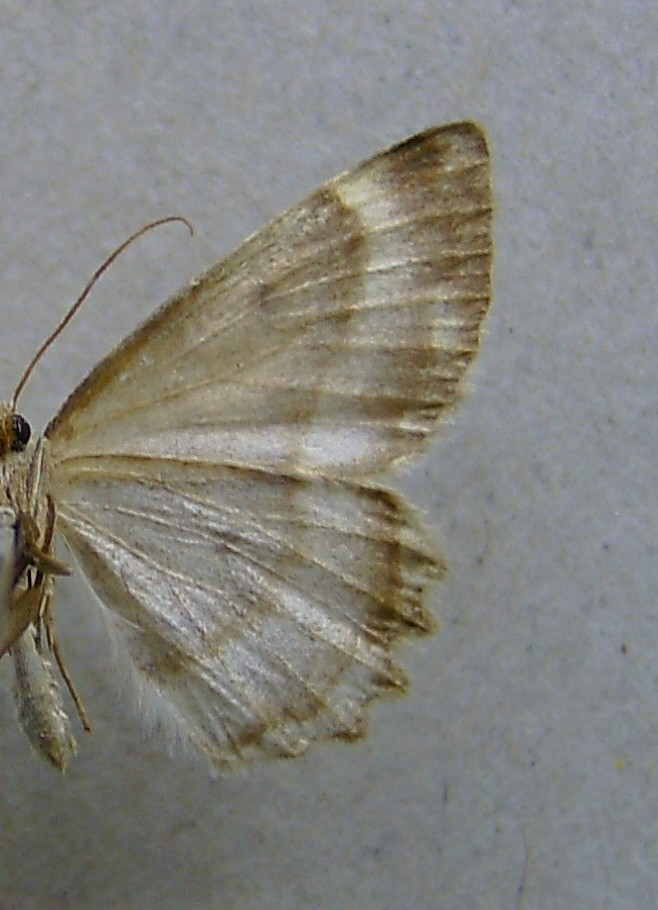
Charissa glaucinaria
Unterseite

## Merkmale

### Falter
Die Falter erreichen eine Flügelspannweite von etwa 30 bis 36 Millimetern. In der Grundfärbung sind sie außerordentlich variabel. Es kommen weißliche, hellgraue, gelbgraue, braungraue, blaugraue oder grüngraue Exemplare vor. Während die innere Querlinie auf den Vorderflügeln meist nur schwach ausgebildet ist, hebt sich die äußere deutlich vom Untergrund ab und setzt sich auf den Hinterflügeln fort. Alle vier Flügel sind mit kleinen, kreisförmigen Mittelflecken versehen, wobei diejenigen auf den Hinterflügeln schwächer ausgebildet sind. Der Saum der Hinterflügel ist deutlich gezackt.

### Ei
Das Ei hat eine ovale Form und ist mit Längsreihen versehen, die aus kleinen Zellen bestehen.

### Raupe
Erwachsene Raupen haben eine hellbraune Färbung, dunkelbraune Winkelstriche auf dem Rücken sowie einen weißlichen Seitenstreifen.

### Puppe
Die Puppe ist rotbraun gefärbt, gedrungen und mit zwei geraden Dornen am kegelförmigen Kremaster ausgestattet.

### Ähnliche Arten
Auffälligstes Unterscheidungsmerkmal zu den sehr ähnlichen Arten Schwarzlinien-Steinspanner (Charissa intermedia) und Hellgebänderter Steinspanner (Charissa pullata) sind die hellen Binden auf den Flügelunterseiten:
- Bei glaucinaria sind diese relativ breit, aber unscharf begrenzt,
- bei intermedia sind sie ebenfalls breit, jedoch sehr kontrastreich begrenzt,
- bei pullata sind die Binden deutlich schmaler.

## Unterarten
- Charissa glaucinaria fischeri[2]
- Charissa glaucinaria glaucinaria[2]
- Charissa glaucinaria intermediaria[2]
- Charissa glaucinaria juravolans[2]
- Charissa glaucinaria peruni[2]
- Charissa glaucinaria salvatorensis[2]

## Geographische Verbreitung und Vorkommen
Das Verbreitungsgebiet des Grüngraugebänderten Felsen-Steinspanners umfasst die Gebirge Mittel- und Südeuropas. Das östliche Vorkommen reicht bis in die Türkei, die Ukraine sowie nach Georgien. In den Alpen steigt die Art bis über 2000 Meter Höhe. Sie bewohnt bevorzugt felsige Täler und Schluchten, Berghänge sowie steinige Wiesen.

## Lebensweise
Beim Grüngraugebänderten Felsen-Steinspanner handelt es sich um eine trivoltine Art, d. h. es werden bis zu drei Generationen im Jahr gebildet, deren Falter in den Monaten Mai und Juni (erste Generation), Juli bis September (zweite Generation) und bis in den November (dritte Generation) hinein fliegen. Die dritte Generation erscheint nur in den Tälern der Südalpen. Oberhalb von 1300 Metern entwickelt sich nur eine Generation im Jahr. Die Falter sind überwiegend nachtaktiv und fliegen künstliche Lichtquellen an. Tagsüber ruhen sie gern auf Felsen und Steinen, von denen sie sich farblich kaum abheben. Die Raupen leben an verschiedenen Pflanzen, beispielsweise an Weißer Fetthenne (Sedum album) sowie an Leimkraut- (Silene) und Glockenblumenarten (Campanula).

## Gefährdung
Der Grüngraugebänderte Felsen-Steinspanner fehlt in den nördlichen deutschen Bundesländern und wird auf der Roten Liste gefährdeter Arten als Art der Vorwarnliste geführt.